# Salifou Traoré
Salifou Traoré (ur. w XX wieku) – burkiński piłkarz występujący na pozycji napastnika.

## Kariera klubowa
W swojej karierze występował między innymi w burkińskim zespole US des Forces Armées.

## Kariera reprezentacyjna
W latach 1996–1997 w reprezentacji Burkiny Faso rozegrał 3 spotkania. W 1996 roku został powołany do kadry na Puchar Narodów Afryki. Zagrał na nim w meczach ze Sierra Leone (1:2) i Zambią (1:5), a Burkina Faso odpadło z turnieju po fazie grupowej.